# قزم أبيض

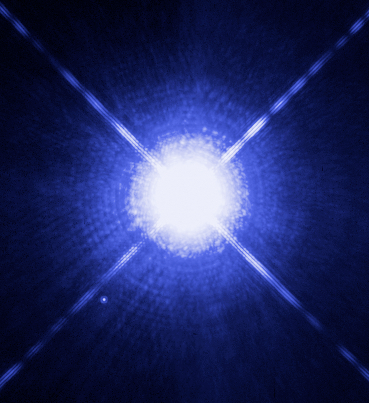
صورة التقطها تلسكوب هابل للنجمين الشعرى اليمانية أ والشعرى اليمانية ب. ويُرى الشعرى اليمانية (ب) الذي هو قزم أبيض كنقطة خافتة بجانب الشعرى اليمانية (أ) الشديد اللمعان.

القزم الأبيض هو نوع من أنواع النجوم في مجرتنا مجرة درب التبانة، أو الطريق اللبني، ولهُ حجم صغير في حدود حجم الكوكب (ولذلك أطلق عليه اسم قزم مقارنة بأحجام النجوم) ولكن كثافته عالية، تصل إلى مليون مرة قدر كثافة الشمس. وألوانها ما بين اللون الأبيض والأصفر.
والأقزام البيضاء نجوم قليلة اللمعان في السماء وبالرغم من كونها داكنة وصغيرة الحجم كحجم كوكب الزهرة، فهي تحوي كثافة مادية عالية جدًا. وهذه المادة في داخل القزم الأبيض مكدسة بشكل مضغوط حيث تكون كثافة السنتيمتر المكعب ما بين طن إلى عشرة أطنان من المادة تقريبا. ويرجع سبب ضعف ضوئها إلى أن نجوم الأقزام البيضاء لا تولد الطاقة النووية، إذ ان عمر نجم متوسط الحجم (كَشمسِنا) تنتهي حياته في هيئة قزم أبيض. يكون النجم قد استنفذ معظم الهيدروجين فيه ويتوقف الاندماج النووي فينكفِئ على نفسه وتتكدس كل كتلته في قلبه لذي يصبح شديد الكثافة ولكن قليل الضياء.
تعتبر الأقزام البيضاء نجومًا تحتضر وسطوحها ساخنة بدرجة غير اعتيادية، بسبب انكفائِها على نفسها تحت تأثير الجاذبية، وهي تفقد حرارتها رويدًا رويدًا عن طريق الإشعاع.

## خصائصه

### الخصائص العامة
يصل قطر النجم القزم الأبيض عدة آلاف الكيلومترات فقط إلى عشرة آلاف كيلومتر، أي أن حجمها يقرب من حجم الأرض. وتبلغ درجة حرارة سطحها في البداية من 10000 إلى 100.000 درجة مما يجعلها تبدو ذات ضوء أبيض. ثم يبدأ القزم الأبيض يفقد حرارته بسبب قلة التفاعلات الداخلية فيه وقلة وقوده النووي فيبرد ويصبح بعد مليارات السنين قزما أسودا.
تتكون معظم الأقزام البيضاء من عنصري الكربون والأكسجين، التي تكون قد تكونت أثناء الاندماج النووي فيه لأنوية الهيليوم، بعد أن استنفذ وقوده النووي من الهيدروجين.
وتبلغ كثافة القزم الأبيض نحو طن /سنتيمتر مكعب، وذلك يرجع لكتلته التي تعادل كتلة الشمس ولكن ضمن حجمه الصغير فقطر القزم الأبيض يتراوح بين 0.008-0.02 قطر الشمس وهذا يقترب من قطر الأرض تقريباً وهذا مايفسر كثافته العالية، وتحت هذا الضغط العظيم يصل فيها الغاز فيه إلى حالة انفطار (فيزياء) كما يسميها العلماء. هذه الحالة تعني انشطار مستويات الطاقة في نظام يتبع ميكانيكا الكم إلى مستويات ثانوية.

### القزم الأبيض وميكانيكا الكم

مقارنة بين أحجام القزم الأبيض بيجازي B (في الوسط) والشمس (إلى اليمين) والنجم بيجازي A. وتبلغ درجة حرارة سطح بيجازي B نحو 35.500 درجة كلفن بينما تصل درجة حرارة سطح الشمس 6.500 درجة فقط.

ويتحكم في القزم الأبيض قوى تنبع من مبدأ استبعاد باولي. وطبقاً له فلا يمكن لإلكترونين شغل نفس مستوى الطاقة في بلازما القزم الأبيض. وطبقا لميكانيكا الكم تتوزع مستويات الطاقة الممكنة بحيث تزيد المسافة بينها تزايداً عكسياً مع ضمور حجم النجم.
ونظرا لاشغال مستويات الطاقة في المستويات التحتية ينشأ عن الضغط الناشئ عن قوي الجاذبية أن تشغل الإلكترونات مستويات الطاقة العليا في البلازما. وينتج عن ذلك ضغطا مضادا يقاوم الضغط الناشئ عن الجاذبية. فإذا كانت كتلة النجم في البدء 1,44 من كتلة الشمس فلا يمكن تعادل تلك القوتان بذلك الشكل.
ومن العجيب ان قطر القزم الأبيض يعتمد على كتلة الإلكترون، أي أن أحد المقاييس الكونية متعلق بأحد المقاييس الذرية أو تحت الذرية مباشرة. كذلك يعتمد التوازن في النجوم النيوترونية على سريان مبدأ استبعاد باولي، والذي فيه تشغل النيوترونات مستويات الطاقة في النجم، بدلا عن الإلكترونات في القزم الأبيض، حيث تمتص البروتونات الإلكترونات وينتج عنها نيوترونات هي بمفردها مكونات النجم النيوتروني.

### القزم الأبيض والنسبية العامة
ونظراً لكثافة الأقزام البيضاء العالية (1 طن/ سنتيمتر مكعب) فيعتبر أحد الكتل الضخمة التي تؤثر في هيئة نسيج الزمكان حولها ويمكن أن تتطبق عليه النظرية النسبية العامة فهو يُبدي ظاهرة انزياح أحمر تجاذبي في مجال جاذبيته، وقد تم رصد ذلك عملياً في خمسينيات القرن العشرين.
ويتطلع العلماء بأمل كبير في العثور على نجم مزدوج من الأقزام البيضاء، حيث تنتج عنهما موجات جاذبية لم تشاهد بعد، ولكن يبذل العلماء جهودا لمشاهدتها عملياً. ولهذا قررت إنجلترا وألمانيا على توحيد الجهود والعمل على تنفيذ بناء مرصد بالأقمار الصناعية يسمى ليزا LISA) Laser Interferometer Space Antenna) لتحسس موجات الجاذبية وإثبات تواجدها، حيث تنبأ بها أينشتاين في النظرية النسبية العامة.

## اقرأ أيضاً
| - مستعر RS Ophiuchi - مادة متحللة (فيزياء) - قنطور الأقرب - رجل القنطور - نجم فان مانن - نجم - نجم كواركات - التصنيف النجمي - عملاق أحمر - قزم أحمر - نجم الدجاجة اكس - تخليق العناصر - روس 154 | - سماء الشتاء - سماء الربيع - ثقب أسود - انفجار أشعة غاما 080319ب - انفجار أشعة غاما 971214 - انفجار أشعة غاما 080916C - انفجار أشعة غاما 060218 - مستعر أعظم II - مستعر أعظم نوع Ia - مستعر أعظم - آي كي الفرس الأعظم - ضغط انتكاس الإلكترون - مستعر أعظم SN 2014J |  |